# 台湾総督府鉄道
台湾総督府鉄道（たいわんそうとくふてつどう、旧字体：臺灣總督府鐵道󠄁）は日本統治時代の台湾総督府が経営した鉄道である。
台湾総督府鉄道の営業収入の過半は、鉄道貨物輸送によるものであった。主要貨物は、砂糖、米、石炭、木材、肥料の5品目であり、1913年（大正2年）では貨物総輸送量の50パーセントを占めた。とりわけ砂糖（15パーセント）、米（11パーセント）、石炭（11パーセント）が三大貨物であった。台湾総督府鉄道は、貨物運賃政策によりこれらの貨物の吸収に努めた。砂糖、米、石炭、食塩、肥料等は総督府の産業育成策あるいは殖産興業政策に呼応し、当初の運賃の半額になった。この低運賃政策は、土着の輸送業を破壊しつつ、鉄道への吸貨を促進した。
交通局鉄道部の他にも、営林所による阿里山線（現在の阿里山森林鉄路）や製糖会社の専用鉄道、私鉄線なども存在していた。
台湾島内の旅客輸送も担い、1908年（明治41年）に縦貫線が全通した後は、長時間乗車する利用者向けに駅弁も販売されるようになった。

## 歴史
日清戦争の結果、日本が台湾を占領すると、清国が建設・運営していた全台鉄路商務総局鉄道を接収し、日本軍の軍用列車が運転を開始した。
1895年（明治28年）8月、台湾総督樺山資紀は台湾を南北に縦貫する322キロメートルの鉄道の建設を政府に働きかけた。まず民間が反応し、渡辺甚吉、横山孫一、大倉喜八郎らが引き受けようとしたが成功しなかった。つづいて、岡部長職、安場保和が1896年（明治29年）5月に台湾鉄道会社を発起し、南北縦貫鉄道建設を請願し、政府もこれを許可したが、株式募集は進展しなかった。
総督府の後藤新平民政長官は、鉄道建設が民間会社では不可能と認識し、1899年（明治32年）3月、「台湾事業公債法」（法律第75号）を発布して、鉄道敷設のための公債を募集するとともに、10か年2,880万円の鉄道国有計画として確定した。ただちに既設線（基隆-新竹）の改良と建設工事（新竹-高雄）が始まり、1908年（明治41年）に基隆-高雄間（404.2キロメートル）で全通した。台湾総督府鉄道の営業収支は、当初10年間の赤字が予想されたが、実際には1899年（明治32年）から3年間にとどまった。以後は大幅な黒字を計上し、台湾総督府の歳入の10－20パーセントを占めた。1899年（明治32年）には、総督府の交通局に鉄道部が設けられ、鉄道経営の基礎が確立された。また台湾島東部にも台東線を敷設し、台湾の近代化と地域開発の原動力となった。

## 年表

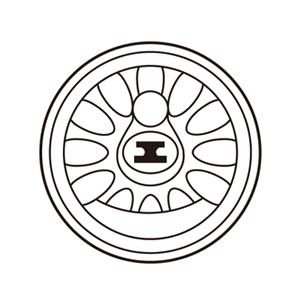
大正期の職員証

- 1895年（明治28年）6月10日：日本陸軍の臨時台湾鉄道隊、台北 - 基隆間の運行を再開。
- 1895年（明治28年）7月10日：臨時台湾鉄道隊、台北 - 新竹間の運行を再開。
- 1899年（明治32年）4月1日：台湾総督府に臨時台湾鉄道敷設部発足。
- 1899年（明治32年）11月8日：臨時台湾鉄道敷設部、台湾総督府鉄道部に改組。
- 1900年（明治33年）11月29日：打狗 - 台南間開業（日本による台湾統治後、初の新線開業）。
- 1908年（明治41年）4月20日：縦貫線が全通。
- 1908年（明治41年）10月20日：台北駅前に台湾鉄道旅館開業。
- 1924年（大正13年）12月25日：台湾総督府鉄道部、台湾総督府交通局鉄道部に改組。
- 1926年（大正15年）3月：台東線が全通。
- 1933年（昭和8年）7月：バス事業を開始。
- 1940年（昭和15年）10月：急行列車の運行を開始。
- 1945年（昭和20年）10月25日：日本の台湾統治終了により、中華民国台湾省行政長官公署交通処に移管。その後、交通処は台湾鉄路管理局となる。

## 総督府交通局鉄道部組織

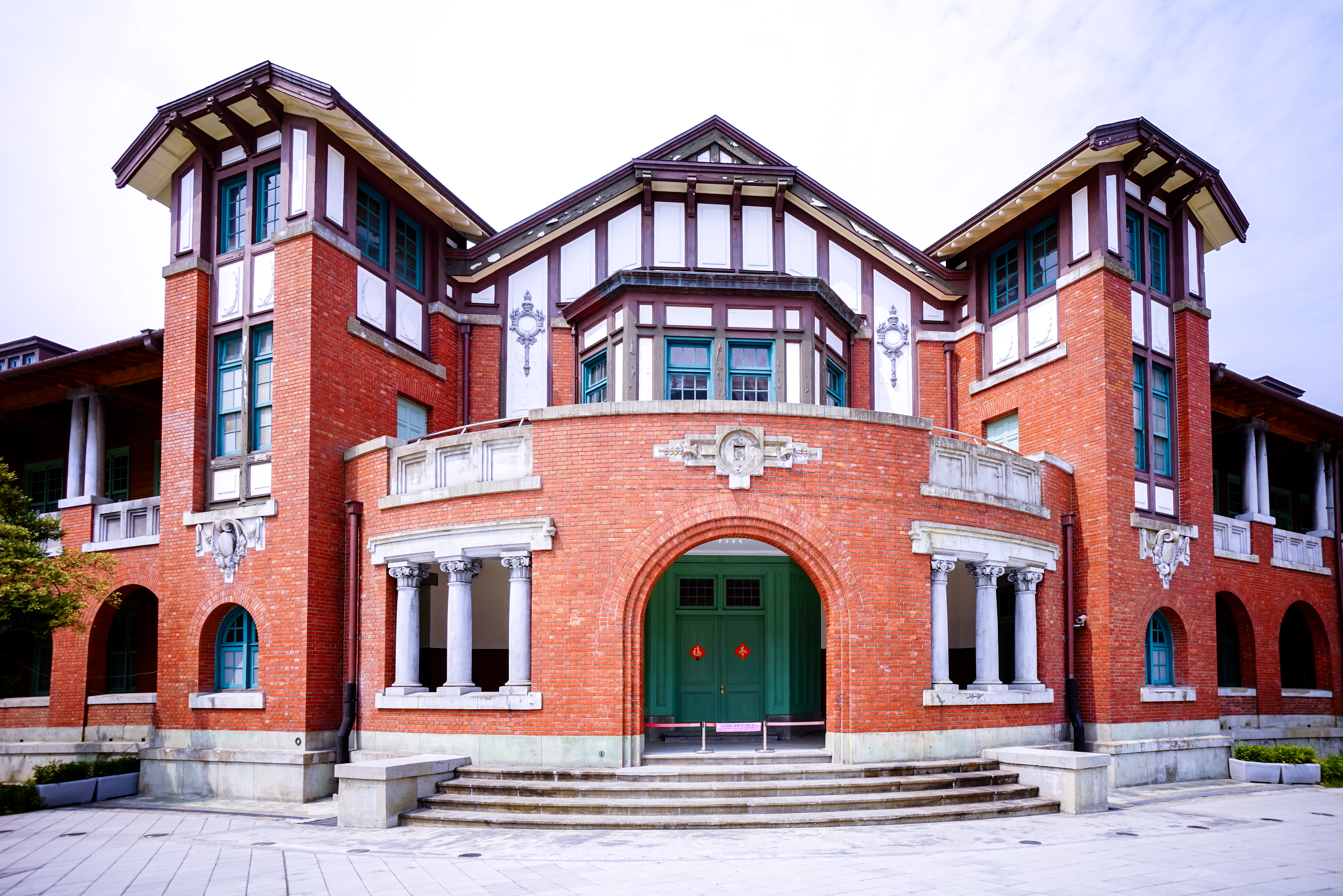
国定古蹟に指定された鉄道部庁舎

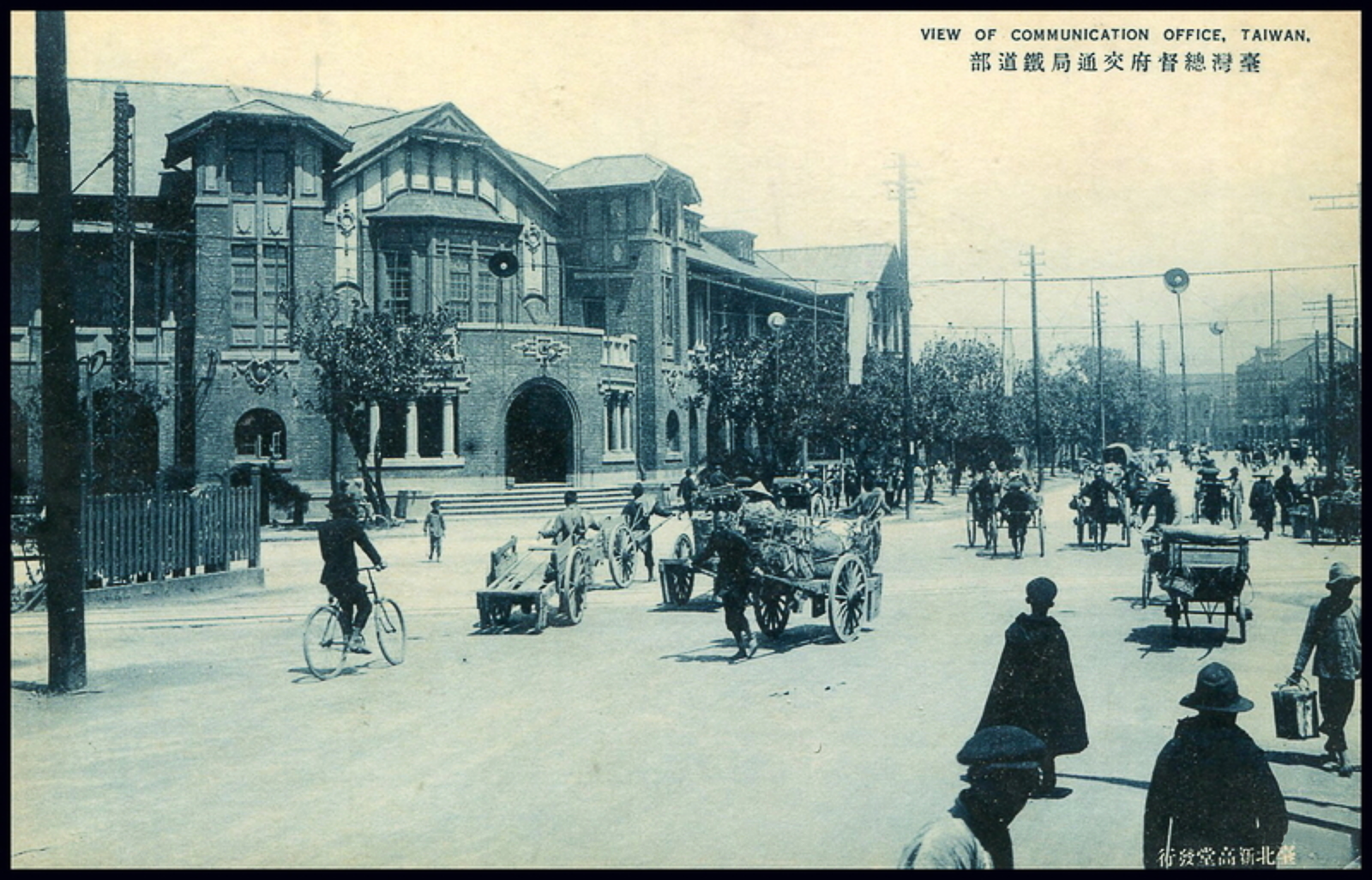
1920年代の総督府交通局鉄道部

1939年（昭和14年）時点
- 鉄道部
  - 庶務課
  - 経理課
  - 運輸課
  - 運転課
  - 工務課
  - 工作課
  - 建設改良課
  - 自動車課
  - 監督課
- 花蓮港鉄道出張所
- 台北鉄道工場
- 高雄鉄道工場
  - 鉄道現業員教習所

## 組織の長
- 陸軍臨時台湾鉄道隊
  - 山根武亮：1895年（明治28年）6月10日 - 1897年（明治30年）3月31日
- 台湾総督府鉄道部
  - 後藤新平：1899年（明治32年）11月8日 - 1906年（明治39年）11月13日 ※民政長官が兼務[3]
  - 長谷川謹介：1906年（明治39年）11月13日 - 1908年（明治41年）12月5日[4]
  - 大島久満次：1908年（明治41年）12月5日 - 1910年（明治43年）7月27日 ※民政長官が兼務[5]
  - 宮尾舜治：1910年（明治43年）7月27日 - 1910年（明治43年）8月28日 ※殖産局長が事務取扱[6]
  - 内田嘉吉：1910年（明治43年）8月28日 - 1915年（大正4年）10月20日 ※民政長官が兼務[7]
  - 下村宏：1915年（大正4年）10月20日 - 1919年（大正8年）3月10日 ※民政長官が兼務[8]
  - 新元鹿之助：1919年（大正8年）3月10日 - 1924年（大正13年）12月28日[9]
- 台湾総督府交通局鉄道部
  - 白勢黎吉：1924年（大正13年）12月25日 - 1932年（昭和7年）3月15日 ※交通局総長が兼務[10]
  - 堀田鼎：1932年（昭和7年）3月15日 - 1936年（昭和11年）10月16日 ※交通局総長が兼務[11]
  - 泊武治：1936年（昭和11年）10月16日 - 1938年（昭和13年）5月31日 ※交通局総長が兼務[12]　　
  - 渡部慶之進：1938年（昭和13年）5月31日 - 1940年（昭和15年）7月8日[13]
  - 石川定俊：1940年（昭和15年）7月8日 - 1942年（昭和17年）7月3日[14]
  - 満尾君亮：1942年（昭和17年）7月3日 - 1944年（昭和19年）8月16日[15]
  - 武部英治：1944年（昭和19年）8月16日 - 1945年（昭和20年）10月25日[16]

## 路線
1939年（昭和14年）時点
- 縦貫線
- 宜蘭線
- 淡水線
- 台中線
- 集々線
- 屏東線
- 東港線
- 平渓線
- 台東線

### 未成線
- 竹東線
- 東勢線
- 新高築港専用鉄道

## 私鉄
1939年（昭和14年）時点
- 台湾製糖鉄道
- 明治製糖鉄道
- 大日本製糖鉄道
- 塩水港製糖鉄道
- 帝国製糖鉄道
- 新興製糖鉄道

上記は台湾光復後に中華民国政府が接収し、台湾糖業鉄道に統合された。
- 台北鉄道
- 台中軽便鉄道

## 旧庁舎
2010年に国定古蹟に指定され、修復作業が行われ、2020年7月から庁舎および附属の建物が台湾博物館鉄道部園区として公開されている。台湾映画『牯嶺街少年殺人事件』のロケ地としても使用された。